# Episodi di Cisco Kid (terza stagione)
La terza stagione della serie televisiva Cisco Kid è andata in onda negli Stati Uniti dal 3 agosto 1952 all'8 marzo 1953 in syndication.
| nº | Titolo originale         | Prima TV USA     |
| -- | ------------------------ | ---------------- |
| 1  | Monkey Business          | 3 agosto 1952    |
| 2  | The Puppeteer            | 10 agosto 1952   |
| 3  | The Talking Dog          | 17 agosto 1952   |
| 4  | Pancho and the Pachyderm | 5 ottobre 1952   |
| 5  | Kid Brother              | 12 ottobre 1952  |
| 6  | Face of Death            | 19 ottobre 1952  |
| 7  | Big Steal                | 19 ottobre 1952  |
| 8  | Laughing Badman          | 26 ottobre 1952  |
| 9  | Canyon City Kid          | 2 novembre 1952  |
| 10 | Dutchman's Flat          | 9 novembre 1952  |
| 11 | Mad About Money          | 16 novembre 1952 |
| 12 | Lost City of the Incas   | 23 novembre 1952 |
| 13 | Thunderhead              | 30 novembre 1952 |
| 14 | Bell of Santa Margarita  | 14 dicembre 1952 |
| 15 | Lodestone                | 21 dicembre 1952 |
| 16 | Dead by Proxy            | 28 dicembre 1952 |
| 17 | The Devil's Deputy       | 4 gennaio 1953   |
| 18 | Church in the Town       | 11 gennaio 1953  |
| 19 | Gun Totin' Papa          | 18 gennaio 1953  |
| 20 | The Fire Engine          | 25 gennaio 1953  |
| 21 | The Census Taker         | 1º febbraio 1953 |
| 22 | Smuggled Silver          | 8 febbraio 1953  |
| 23 | The Runaway Kid          | 15 febbraio 1953 |
| 24 | Fear                     | 22 febbraio 1953 |
| 25 | The Photo Studio         | 1º marzo 1953    |
| 26 | The Commodore Goes West  | 8 marzo 1953     |

## Monkey Business
- Diretto da:
- Scritto da:

### Trama
- Interpreti: Duncan Renaldo (The Cisco Kid), Leo Carrillo (Pancho), Poodles Hanneford (Harry Smith), Gracie Hanneford (Pat Smith), Marshall Reed (Slick), Zon Murray (scagnozzo), Jack Ingram (scagnozzo)

## The Puppeteer
- Diretto da:
- Scritto da:

### Trama
- Interpreti: Duncan Renaldo (The Cisco Kid), Leo Carrillo (Pancho), Leonard Penn (Clyde Barrows), Raymond Hatton (zio Gitano), Holly Bane (Turk Evans), Joel Marston (Marcus Meeker), Ted Mapes (sceriffo Tom Enright), Louise Manley (cittadina), Chick Hannan (cittadino), Troy Melton (cittadino), Bob Reeves (Jake)

## The Talking Dog
- Diretto da:
- Scritto da:

### Trama
- Interpreti: Duncan Renaldo (The Cisco Kid), Leo Carrillo (Pancho), Gail Davis (Miss Scott), Paul Livermore (Griff), Bruce Payne (Maddock), Allen Pinson (Rusty), Ferris Taylor (Vincent C. Emerson), Cactus Mack (sceriffo), John L. Cason (scagnozzo)

## Pancho and the Pachyderm
- Diretto da:
- Scritto da:

### Trama
- Interpreti: Duncan Renaldo (The Cisco Kid), Leo Carrillo (Pancho), Carole Mathews (Sally Griffith), Tom London (Ben Griffith), House Peters Jr. (Joe Shadden), Sheb Wooley (Roy Stokes), James Parnell (sceriffo), Margie the Elephant (Mildred)

## Kid Brother
- Diretto da:
- Scritto da:

### Trama
- Interpreti: Duncan Renaldo (The Cisco Kid), Leo Carrillo (Pancho), Edward Clark (Doc Taylor), Linda Leighton (Mrs. Hawkins), Keith Richards (Brad Torrance), Robert J. Wilke (Vic), Kermit Maynard (scagnozzo), Teddy Infuhr (Bobby Torrance)

## Face of Death
- Diretto da:
- Scritto da:

### Trama
- Interpreti: Duncan Renaldo (The Cisco Kid), Leo Carrillo (Pancho), Gloria Saunders (Miss Spencer), Billy Griffith (professor John Farris / Sam Chanfield), Robert Cabal (Tecia), Tom Monroe (Digger), William Bakewell (Rance), Wes Hudman (Barry), Don Mahin (Pete, scagnozzo), Paul Marion (Lew, scagnozzo), Watson Downs (Quetzal)

## Big Steal
- Diretto da:
- Scritto da:

### Trama
- Interpreti: Duncan Renaldo (The Cisco Kid), Leo Carrillo (Pancho), Gail Davis (Lucille Gordon), Paul Livermore (Barry), Bruce Payne (Don Miguel Escobar), John L. Cason (Stewart), Steve Darrell (scagnozzo)

## Laughing Badman
- Diretto da:
- Scritto da:

### Trama
- Interpreti: Duncan Renaldo (The Cisco Kid), Leo Carrillo (Pancho), Marshall Reed (Blade Meddick), Zon Murray (sceriffo Tom Brayle), Jack Ingram (Homer Appleby), Billy Curtis (The Laughing Badman), Bill Catching (cittadino), Edward Clark (cittadino), Steve Clark (dottor Waite), Troy Melton (vice)

## Canyon City Kid
- Diretto da:
- Scritto da:

### Trama
- Interpreti: Duncan Renaldo (The Cisco Kid), Leo Carrillo (Pancho), Leonard Penn (Curt Mathers), Raymond Hatton (Gramps), Holly Bane (Cappy), Joel Marston (Kenny), Ted Mapes (scagnozzo), Donald Curtis (Man), Louise Manley (Lili)

## Dutchman's Flat
- Diretto da:
- Scritto da:

### Trama
- Interpreti: Duncan Renaldo (The Cisco Kid), Leo Carrillo (Pancho), Carole Mathews (Debby Hansen), Tom London (Dusty), House Peters Jr. (Curt Hansen), Sheb Wooley (Bill Bronson), James Parnell (Ollie Hansen), Guy Wilkerson (Cactus Bronson)

## Mad About Money
- Diretto da:
- Scritto da:

### Trama
- Interpreti: Duncan Renaldo (The Cisco Kid), Leo Carrillo (Pancho), Edward Clark (Toby), Linda Leighton (Nora Blake), Keith Richards (Sandy), Robert J. Wilke (Barney), Kermit Maynard (sceriffo J.J. McGrew)

## Lost City of the Incas
- Diretto da:
- Scritto da:

### Trama
- Interpreti: Duncan Renaldo (The Cisco Kid), Leo Carrillo (Pancho), William Bakewell (professor Ralph Chaney), Gloria Saunders (principessa Zenda), Tom Monroe (George Hardy), Robert Cabal (Mathaozin), Billy Griffith (professor Winston)

## Thunderhead
- Diretto da:
- Scritto da:

### Trama
- Interpreti: Duncan Renaldo (The Cisco Kid), Leo Carrillo (Pancho), Almira Sessions (Zia Christine), Richard Barron (Winters), Rodolfo Hoyos Jr., Edward Colmans (Jose Ramon), Everett Glass (Prado), Augie Gomez (Manolo)

## Bell of Santa Margarita
- Diretto da:
- Scritto da:

### Trama
- Interpreti: Duncan Renaldo (The Cisco Kid), Leo Carrillo (Pancho), Almira Sessions (Michaela), Richard Barron (El Puma), Rodolfo Hoyos Jr. (Vejar), Edward Colmans (Don Fernando), Everett Glass (Padre Miguel), Augie Gomez (Manuel), Artie Ortego (Santo)

## Lodestone
- Diretto da:
- Scritto da:

### Trama
- Interpreti: Duncan Renaldo (The Cisco Kid), Leo Carrillo (Pancho), Peggy Stewart (Linda Blaine), Gordon B. Clarke (Henry Duprez), Hal K. Dawson (Charles Blaine), Bud Osborne (Kansas), Henry Rowland (Rocky), Marshall Bradford (Doc)

## Dead by Proxy
- Diretto da:
- Scritto da:

### Trama
- Interpreti: Duncan Renaldo (The Cisco Kid), Leo Carrillo (Pancho), Anne Kimbell (Alice Fleming), Lee Roberts (Olson), Peter Leeds (Franklin Holt), Hank Patterson (Jess Fleming), John Hamilton (sceriffo)

## The Devil's Deputy
- Diretto da:
- Scritto da:

### Trama
- Interpreti: Duncan Renaldo (The Cisco Kid), Leo Carrillo (Pancho), Myron Healey (E.B. Johnson), Earle Hodgins (Sims), Salvador Baguez (Lopez), Eddie Parker (scagnozzo), Carl Mathews (scagnozzo)

## Church in the Town
- Diretto da:
- Scritto da:

### Trama
- Interpreti: Duncan Renaldo (The Cisco Kid), Leo Carrillo (Pancho), Tom Bernard (Danny Whitacre), Benny Bartlett (Matt Gray), Forrest Taylor (reverendo Calvin Whitacre), Marshall Reed (Slade), Davison Clark (Luke Clark), Lillian Albertson (cittadina)

## Gun Totin' Papa
- Diretto da:
- Scritto da:

### Trama
- Interpreti: Duncan Renaldo (The Cisco Kid), Leo Carrillo (Pancho), Peggy Stewart (Petunia), Gordon B. Clarke (Ace), Bud Osborne (sceriffo), Hal K. Dawson (Eric Potter), Henry Rowland (Tex), Marshall Bradford (ristorante Owner)

## The Fire Engine
- Diretto da:
- Scritto da:

### Trama
- Interpreti: Duncan Renaldo (The Cisco Kid), Leo Carrillo (Pancho), Ezelle Poule (Rose), William Henry (Todd Ritter), Lee Roberts (Matt Collins), Peter Leeds (sceriffo), Hank Patterson (Luke Higgins), John Hamilton (John Mitchell)

## The Census Taker
- Diretto da:
- Scritto da:

### Trama
- Interpreti: Duncan Renaldo (The Cisco Kid), Leo Carrillo (Pancho), Roscoe Ates (Henry Wilson), James Anderson (Floyd), Steve Wayne (Jock), Alex Sharp (Brad), William Fawcett (Zeke Tobias), Edmund Cobb (Hobbs)

## Smuggled Silver
- Diretto da:
- Scritto da:

### Trama
- Interpreti: Duncan Renaldo (The Cisco Kid), Leo Carrillo (Pancho), John Damler (Shang Bisbee), Bill Hale (Sam Dykes), Gail Bonney (Minnie Higgins), Harvey B. Dunn (Cookie), Robert Blake (Alfredo)

## The Runaway Kid
- Diretto da:
- Scritto da:

### Trama
- Interpreti: Duncan Renaldo (The Cisco Kid), Leo Carrillo (Pancho), John Pickard (Layton), Harry Harvey (sceriffo), Robert Bice (Notch), B.G. Norman (Jimmy), James Harrison (Vic),

## Fear
- Diretto da:
- Scritto da:

### Trama
- Interpreti: Duncan Renaldo (The Cisco Kid), Leo Carrillo (Pancho), Anne Kimbell (Jennifer Kellin), Ezelle Poule (Matilda Kellin), William Henry (George Bruce), Lee Roberts (Lacey), Peter Leeds (Prescott), John Hamilton (Thomas T. Trimble)

## The Photo Studio
- Diretto da:
- Scritto da:

### Trama
- Interpreti: Duncan Renaldo (The Cisco Kid), Leo Carrillo (Pancho), Rand Brooks (Clint Riley), James Seay (Harvey Price), Madeleine Burkette (Donna Burdette), Walter McGrail (Fred Appleby), Charles Williams (Stanley Burdette), Sandy Sanders (Juniper), Frank Jenks (Marshal Sutton)

## The Commodore Goes West
- Diretto da:
- Scritto da:

### Trama
- Interpreti: Duncan Renaldo (The Cisco Kid), Leo Carrillo (Pancho), Edward Clark (Commodore Owens), Linda Leighton (Judy Owens), Keith Richards (Frank), Robert J. Wilke (Judd Stone), Kermit Maynard (Farley)